# Landskronakarnevalen
Landskronakarnevalen är en stadsfestival som årligen hålls i Landskrona under juli månad.
Karnevalen startade 1992 och hålls med olika evenemang, artistframträdande och marknadsstånd. Varje år går också ett traditionellt sambatåg av stapeln som inleds på Eriksgatan vid Folkets Hus och fortsätter genom centrala Landskrona. Karnevalen är Sveriges största karneval och lockar årligen 300 000 besökare. 
Några av artisterna som framträdde under Landskronakarnevalen 2013 var bland annat Mikael Wiehe, Svenska Akademien, Anna Hertzman, Daniel Lemma, Movits!, Chords och Zara Larsson.